# Lone Smidt Nielsen
Lone Smidt Hansen, meglio conosciuta come Lone Smidt Nielsen dopo il matrimonio (Vejle, 1º gennaio 1961), è un'ex calciatrice danese, rimasta in attività durante gli anni settanta e ottanta.
È madre di Karoline, anch'essa calciatrice, che gioca nel ruolo di centrocampista offensivo in Elitedivisionen e vanta numerose presenze nella nazionale danese.

## Carriera
Ha giocato in patria con l'Hover IF, il club della sua città natale Vejle, prima di passare a soli 15 anni al Kolding Boldklub e due anni dopo al Boldklubben 1909 di Odense, una delle principali realtà calcistiche femminili dell'epoca.
d Odense resta per 7 stagioni prima di trasferirsi nel campionato italiano nel Trani 80. Con le pugliesi conquista due scudetti in due anni e il titolo di capocannoniere nella stagione 1985-1986. La stagione successiva, a causa della maternità, decide di ritornare in patria, dove concluderà la sua carriera nelle file del B1909.
Vanta 57 presenze e 22 gol con la nazionale di calcio femminile danese
, con la quale ha vinto gli Europei 1979 (edizione non ufficiale).

## Palmarès

### Club
Campionato italiano: 2 
Despar Trani 80: 1985, 1985-1986

### Nazionale
- Campionato Europeo (competizione non ufficiale)[4]: 1

Danimarca: 1979

### Individuale
- Capocannoniere della Serie A: 1

1985-86 (26 reti)